# スブリミス・デウス
『スブリミス・デウス』（ラテン語：Sublimis Deus、またはSic Dilexit ）は、1537年6月2日に教皇パウルス3世が公布した勅令。西と南のインディアンと呼ばれるアメリカ大陸の先住民と将来出会うすべての人々を奴隷にすることを禁じている。アメリカ先住民は、たとえ異教徒であっても、自由や私有財産の権利を持つ完全に理性的な人間であると述べている。

## 内容
『スブリミス・デウス』の文言は、広範に適用される宣告だった。アメリカ先住民だけでなく、すべての未知の民族や異教徒に適用されるよう構成されている。主な箇所は以下の通りである。
教皇パウルス3世はバルトロメ・デ・ラス・カサスの著作『布教論』（De unico vocationis modo）を参考とし、『スブリミス・デウス』において『布教論』の主張を反映させたと考えられている。

## パストラーレ・オフィキウム
全てのキリスト教徒宛てに書かれた教皇勅書『スブリミス・デウス』（1537年6月2日）は一度も取り消されたことはないが、よく似た内容でトレドの枢機卿宛ての教皇短信『パストラーレ・オフィキウム』（Pastorale Officium）が1537年5月29日に発布された。パストラーレ・オフィキウムは誤った情報に基づいており混乱をもたらした。教皇短信はスペイン国王が1530年に奴隷制を禁止したことを肯定的に評価していたが、スペイン国王が1534年にこの禁止令を撤回したという事実を知らぬまま、このスペイン国王の奴隷禁止令に違反した者は破門されると発表し、当然のごとくスペイン国王を苛立たせた。パウルス3世はスペイン国王が1534年に奴隷禁止令を撤回していたことを知ると、1538年にこの教皇短信『パストラーレ・オフィキウム』を撤回した。奇妙なことにパウルス3世以降の歴代教皇らは、誤った情報に基づいて撤回された教皇短信『パストラーレ・オフィキウム』をパウルス3世に言及する際にはほとんどの場合に引用、さらに短信を罰則とともに承認し更新までしている。

## 影響
ファルコウスキー(2002)は、スブリミス・デウスはローマ教皇アレクサンデル6世が1493年5月4日に公布した教皇勅書「インテル・カエテラ」を無効とする効果があったとしている。スブリミス・デウスは、ラス・カサスをはじめとする先住民の権利を支持する人々の間で拡散され、引用され続けていくことになる。
以降の歴代教皇はローマ教皇パウルス3世の勅令を参考にして奴隷制度を非難した。1591年にはローマ教皇グレゴリウス14世、1639年にはローマ教皇ウルバヌス8世が勅令を継続し続けたことで知られている。これらの教皇による勅書は1686年にローマ教皇インノケンティウス11世、1741年にはローマ教皇ベネディクトゥス14世によって引き継がれていった。
1591年4月付けの教皇勅書（Bulla Cum Sicuti）において、ローマ教皇グレゴリウス14世は奴隷にされたフィリピンの先住民に可能な限り賠償を行うよう命じ、また奴隷の所有者には破門の罰則を課して、島内のすべての先住民奴隷を解放するよう命じている。1542年のインディアス新法によると、いかなる理由においても先住民を奴隷とすることを禁じており、ヌエバ・エスパーニャではインディオス・チーノスと分類されていたフィリピン人、日本人、中国人、朝鮮人は、東洋における先住民であることを根拠に自由を主張できた。